# Reifiòc
Reifiòc (en francès Roiffieux) és un municipi francès situat al departament de l'Ardecha i a la regió d'Alvèrnia-Roine-Alps. L'any 2007 tenia 2.675 habitants.

## Demografia

### Població
El 2007 la població de fet de Roiffieux era de 2.675 persones. Hi havia 1.003 famílies de les quals 206 eren unipersonals (75 homes vivint sols i 131 dones vivint soles), 361 parelles sense fills, 365 parelles amb fills i 71 famílies monoparentals amb fills.
La població ha evolucionat segons el següent gràfic:
Habitants censats

### Habitatges
El 2007 hi havia 1.117 habitatges, 1.011 eren l'habitatge principal de la família, 34 eren segones residències i 72 estaven desocupats. 1.026 eren cases i 66 eren apartaments. Dels 1.011 habitatges principals, 801 estaven ocupats pels seus propietaris, 195 estaven llogats i ocupats pels llogaters i 15 estaven cedits a títol gratuït; 21 tenien una cambra, 31 en tenien dues, 95 en tenien tres, 315 en tenien quatre i 549 en tenien cinc o més. 742 habitatges disposaven pel capbaix d'una plaça de pàrquing. A 336 habitatges hi havia un automòbil i a 603 n'hi havia dos o més.

### Piràmide de població
La piràmide de població per edats i sexe el 2009 era:
| Homes | Edats   | Dones |
| ----- | ------- | ----- |
| 0     | 95 o +  | 0     |
| 0     | 90 a 94 | 12    |
| 16    | 85 a 89 | 28    |
| 12    | 80 a 84 | 8     |
| 32    | 75 a 79 | 32    |
| 20    | 70 a 74 | 32    |
| 64    | 65 a 69 | 56    |
| 60    | 60 a 64 | 64    |
| 84    | 55 a 59 | 72    |
| 80    | 50 a 54 | 64    |
| 80    | 45 a 49 | 128   |
| 80    | 40 a 44 | 76    |
| 108   | 35 a 39 | 104   |
| 100   | 30 a 34 | 108   |
| 108   | 25 a 29 | 112   |
| 52    | 20 a 24 | 36    |
| 60    | 15 a 19 | 96    |
| 88    | 10 a 14 | 104   |
| 76    | 5 a 9   | 84    |
| 56    | 0 a 4   | 92    |

## Economia
El 2007 la població en edat de treballar era de 1.732 persones, 1.192 eren actives i 540 eren inactives. De les 1.192 persones actives 1.110 estaven ocupades (602 homes i 508 dones) i 82 estaven aturades (35 homes i 47 dones). De les 540 persones inactives 221 estaven jubilades, 141 estaven estudiant i 178 estaven classificades com a «altres inactius».

### Ingressos
El 2009 a Roiffieux hi havia 1.041 unitats fiscals que integraven 2.731 persones, la mediana anual d'ingressos fiscals per persona era de 18.565 €.

### Activitats econòmiques
Dels 76 establiments que hi havia el 2007, 1 era d'una empresa extractiva, 3 d'empreses alimentàries, 1 d'una empresa de fabricació de material elèctric, 4 d'empreses de fabricació d'altres productes industrials, 18 d'empreses de construcció, 15 d'empreses de comerç i reparació d'automòbils, 2 d'empreses de transport, 3 d'empreses d'hostatgeria i restauració, 2 d'empreses d'informació i comunicació, 2 d'empreses financeres, 7 d'empreses immobiliàries, 5 d'empreses de serveis, 9 d'entitats de l'administració pública i 4 d'empreses classificades com a «altres activitats de serveis».
Dels 26 establiments de servei als particulars que hi havia el 2009, 1 era una oficina de correu, 2 tallers de reparació d'automòbils i de material agrícola, 3 paletes, 1 guixaire pintor, 5 fusteries, 4 lampisteries, 2 electricistes, 2 perruqueries, 2 restaurants, 3 agències immobiliàries i 1 saló de bellesa.
Dels 7 establiments comercials que hi havia el 2009, 1 era una botiga de menys de 120 m², 3 fleques, 2 carnisseries i 1 un drogueria.
L'any 2000 a Roiffieux hi havia 24 explotacions agrícoles que ocupaven un total de 441 hectàrees.

## Equipaments sanitaris i escolars
L'únic equipament sanitari que hi havia el 2009 era una farmàcia.
El 2009 hi havia 1 escola maternal i 2 escoles elementals.

## Poblacions més properes
El següent diagrama mostra les poblacions més properes.